# Konrad Illing
Konrad Illing (* 16. März 1939 in Narsdorf; † 18. Juni 2012 in Gera) war ein deutscher Politiker (LDPD und CDU) und von 1990 bis 2004 Mitglied des Thüringer Landtags.
Illing war gelernter Landwirt und Diplomingenieur. Dem Thüringer Landtag gehörte er in der 1. bis 3. Wahlperiode (1990 bis 2004) als direkt gewählter Abgeordneter aus dem Wahlkreis Saale-Holzland-Kreis II an. Im Landtag war er von 1992 bis 1994 Vorsitzender des Ausschusses für Bundes- und Europaangelegenheiten. Ab 1990 gehörte er dem Kuratorium der Landeszentrale für politische Bildung Thüringen an. Illing war verheiratet und hinterlässt aus zwei Ehen je eine leibliche Tochter.